# 저술가

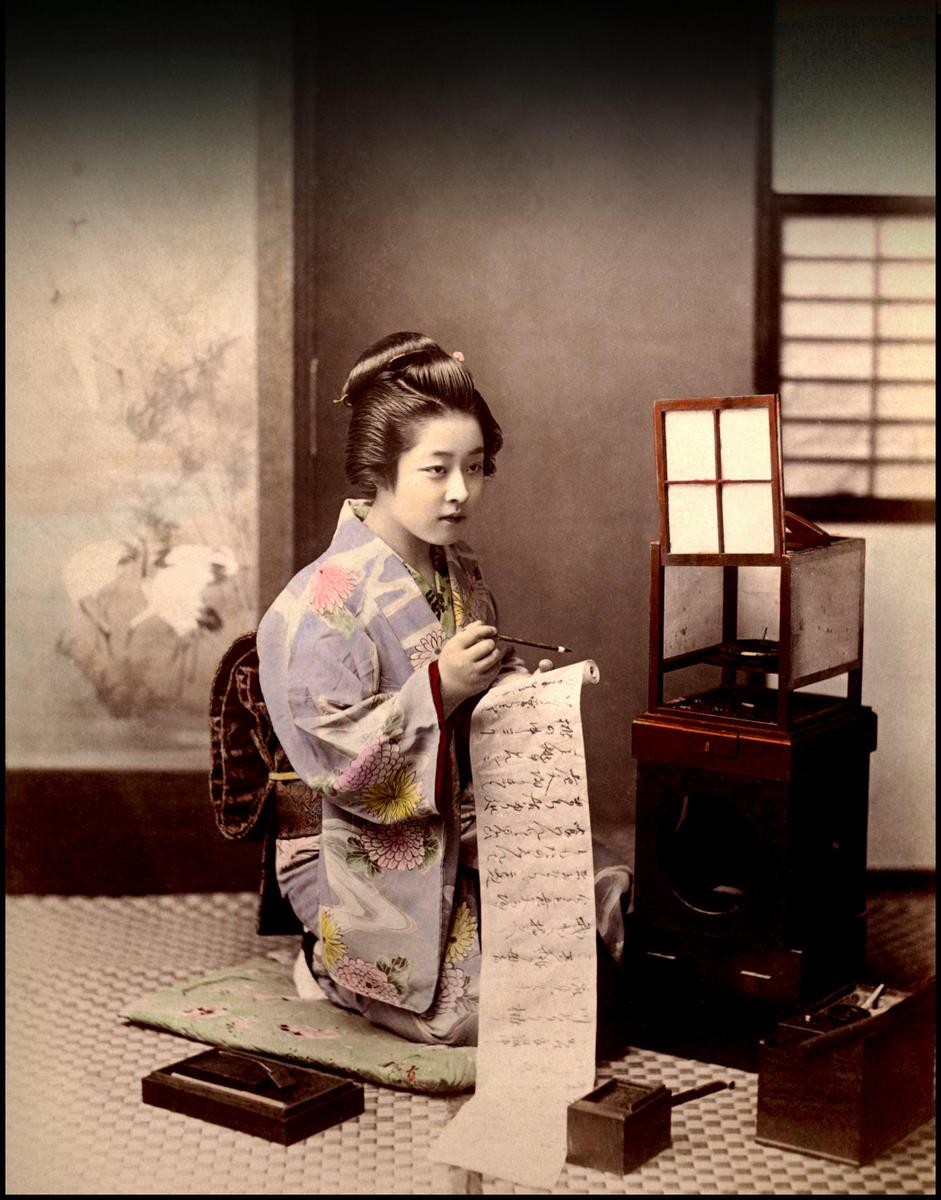

저술가(著述家)는 문장 쓰는 것을 직업으로 하는 사람이다. 저작가(著作家), 문필가(文筆家), 작가(作家), 저자(著者), 집필자(執筆者), 필자(筆者), 라이터(writer), 글쓴이, 글쟁이라고도 한다. '작가'는 원래 그중에서 소설을 비롯한 문학 작품을 창작하는 사람을 주로 가리키나 이제는 더 넓게 저술가 일반을 포함하기도 한다.
저술가라는 직업은 소설가나 평론가 등의 유형에서 벗어나 매우 폭넓게, 잡지나 서적의 집필, 광고 사본 제작, 기계의 설명서, 웹 사이트 문서를 쓰는 사람까지도 포함한다. 또한 이들은 본래 저술가의 직역은 아니지만 사진 작가 · 일러스트 레이터 일을 해내는 경우도 있다.

## 같이 보기
- 학술 출판
- 작가의 소리